# Typhlocyba delicatula
Typhlocyba delicatula är en insektsart som beskrevs av William Lucas Distant 1918. Typhlocyba delicatula ingår i släktet Typhlocyba och familjen dvärgstritar. Inga underarter finns listade i Catalogue of Life.